# Creamfields
Creamfields est un festival britannique d'EDM et musique électronique. Il compte parmi les plus grands festivals de musique du Royaume-Uni, offrant une programmation éclectique, représentant de multiples styles de musique électronique.

## Histoire
La première édition a lieu en 1998 et les éditions récentes se déroulent annuellement à Daresbury (entre Liverpool et Manchester). De journalier, le festival passe à deux jours à partir de l'année 2008. La dernière journée est annulée en 2012 à cause de la météo très mauvaise. En 2017, 70 000 spectateurs étaient attendus pour voir 300 artistes répartis sur 30 scènes. Creamfields dure alors quatre jours. Le festival est partenaire de l'Amnesia, la discothèque d'Ibiza.
Des éditions secondaires sont réalisées à l'international, par exemple en Espagne (es), au Brésil (en) ou en Australie (en) ; mais également en Angleterre avec des évènements de moindre ampleur sous le nom de « Creamfields Steelyard » sous une structure couverte. Le festival commence comme une émanation de la discothèque Cream (en) de Liverpool. Deux compilations sont édités sous le nom de Creamfields : Creamfields (en) (2004) par Paul Oakenfold — nommée à la 47e cérémonie des Grammy Awards dans la catégorie Best Electronic Dance Album — et Creamfields (2005) par Ferry Corsten.
L'édition 2020 du festival est annulée en raison de la pandémie de Covid-19,, un festival virtuel prenant sa place. À la suite de l'annonce de Boris Johnson, le 22 février, concernant la sortie de la période de confinement de Covid-19 au Royaume-Uni, Creamfields annonce que l'édition 2021 aurait lieu. Les billets sont vendus en un temps record.
2022 voit l'arrivée d'un deuxième festival basé au Royaume-Uni — Creamfields South se tient à Hylands Park à Chelmsford, accueillant des têtes d'affiche telles que David Guetta et Calvin Harris. Les organisateurs ont ajouté qu'ils s'attendaient à ce que le festival se poursuive et devienne « un rendez-vous solide et régulier sur le circuit des festivals britanniques », le retour de Creamfields South étant confirmé pour 2023. 

## Distinctions

### DJ Awards
| Année | Catégorie                                                | Intitulé           | Résultat | Réf.   |
| ----- | -------------------------------------------------------- | ------------------ | -------- | ------ |
| 2014  | Special Award – meilleur festival de dance international | Creamfields – R.-U | Lauréat  | [ 10 ] |

### DJ Magazine's top 50 Festivals
| Année | Catégorie                  | Intitulé                    | Résultat | Réf.   |
| ----- | -------------------------- | --------------------------- | -------- | ------ |
| 2019  | Meilleur festival au monde | Creamfields – Liverpool, UK | 13e      | [ 11 ] |

### Festicket Awards
| Année | Catégorie                      | Intitulé    | Résultat | Réf.   |
| ----- | ------------------------------ | ----------- | -------- | ------ |
| 2016  | Meilleur festival DE dance/EDM | Creamfields | 3e       | [ 12 ] |

### International Dance Music Awards
| Année | Catégorie                  | Intitulé                    | Résultat   | Réf.   |
| ----- | -------------------------- | --------------------------- | ---------- | ------ |
| 2011  | Meilleur événement musical | Creamfields – Liverpool, UK | Nomination | [ 13 ] |
| 2016  | Meilleur événement musical | Creamfields – Liverpool, UK | Nomination | [ 14 ] |

### UK Festival Awards
| Année | Catégorie                  | Intitulé       | Résultat   | Réf.   |
| ----- | -------------------------- | -------------- | ---------- | ------ |
| 2004  | Meilleur festival de dance | Creamfields UK | Lauréat    | [ 15 ] |
| 2005  | Meilleur festival de dance | Creamfields UK | Lauréat    | [ 15 ] |
| 2008  | Meilleur grand festival    | Creamfields UK | Nomination |        |
| 2008  | Meilleur festival de dance | Creamfields UK | Nomination |        |
| 2009  | Meilleur festival de dance | Creamfields UK | Lauréat    | [ 15 ] |
| 2010  | Meilleur festival de dance | Creamfields UK | Lauréat    | [ 15 ] |
| 2011  | Meilleur festival de dance | Creamfields UK | Lauréat    | [ 15 ] |
| 2013  | Meilleur festival de dance | Creamfields UK | Lauréat    | ,      |
| 2014  | Meilleur grand festival    | Creamfields UK | Lauréat    | ,      |
| 2015  | Meilleur grand festival    | Creamfields UK | Nomination | ,      |
| 2015  | Meilleur festival de dance | Creamfields UK | Lauréat    | ,      |
| 2016  | Meilleur grand festival    | Creamfields UK | Lauréat    | ,      |